# Thomas Ryckalts
Thomas Ryckalts (1976) is een Belgisch advocaat en politicus voor de Open Vld.

## Levensloop
Thomas Ryckalts werd in 2002 licentiaat in de rechten aan de Vrije Universiteit Brussel. Sinds 2003 is hij advocaat gespecialiseerd in administratief recht en sinds 2012 vennoot van advocatenkantoor ORYS.
Sinds 2009 is hij voorzitter van de Brusselse afdeling van Open Vld. Bij de federale verkiezingen van 2014 was hij lijsttrekker van de partij in het Brussels Hoofdstedelijk Gewest.
Van 2011 tot 2014 was Ryckalts voorzitter van de Brusselse Gewestelijke Huisvestingsmaatschappij (BGHM) en de Dienst voor Maatschappelijke Begeleiding van Sociale Huurders (DMBSH) en van 2014 tot 2020 van de Maatschappij voor het Intercommunaal Vervoer te Brussel (MIVB). Hij is bestuurder van het Koninklijk Conservatorium Brussel en 50°North Ventures, afgevaardigd bestuurder en ondervoorzitter van citydev.brussels, voorzitter van greenbizz.brussels en voorzitter van ICAB - Business and Technology Incubator.